# Âne pie d'Irlande
L’âne pie d'Irlande est une race d’âne originaire d'Irlande. Importé en Irlande du Nord vers 1588, c'est un âne de petite taille qui a la particularité de présenter une robe pie. Il a longtemps été utilisé pour le ramassage de la tourbe. 
Le terme de race est néanmoins remis en cause. La robe pie est en effet présente chez de nombreux sujets sans race précise et dans plusieurs pays,,. Ainsi il n'existe pas d'associtation de race. L'Irish Donkey Society est responsable de tous les ânes, quelle que soit leur robe. L'âne pie d'Irlande est donc plutôt le produit d'une fusion génétique qu'une race à proprement parler.
L'âne pie semble être toujours hétérozygote, c'est-à-dire qu'il ne transmet pas toujours sa couleur à sa descendance,.